# Teuchophorus ussurianus
Teuchophorus ussurianus är en tvåvingeart som beskrevs av Negrobov, Grichanov och Igor Shamshev 1984. Teuchophorus ussurianus ingår i släktet Teuchophorus och familjen styltflugor. Inga underarter finns listade i Catalogue of Life.